# 요시카와촌 (후쿠오카현)
요시카와촌(吉川村)은 1899년 4월 1일부터 1955년 1월 1일까지 존재했던 일본 후쿠오카현 구라테군에 있던 촌이다. 현재의 미야와카시의 일부에 해당한다.